# جورهات
جورهات (به انگلیسی: Jorhat) یک منطقهٔ مسکونی در هند است که در بخش جورهات واقع شده‌است. جورهات ۳۲ کیلومتر مربع مساحت و ۱۵۳٬۸۸۹ نفر جمعیت دارد و ۱۱۶ متر بالاتر از سطح دریا واقع شده‌است.